# レッドオーク郡区 (アイオワ州シーダー郡)
レッドオーク郡区は、アメリカ合衆国、アイオワ州、シーダー郡にある17の郡区の一つである。2000年の国勢調査で、人口は194人だった。

## 地理
レッドオーク郡区は、61.3平方キロメートル（23.66平方マイル)で、組み込まれた自治体(incorporated settlements)はない。
アメリカ地質調査所によると、この郡区はRed Oakの1つの霊園が含まれる。